# Європрайд

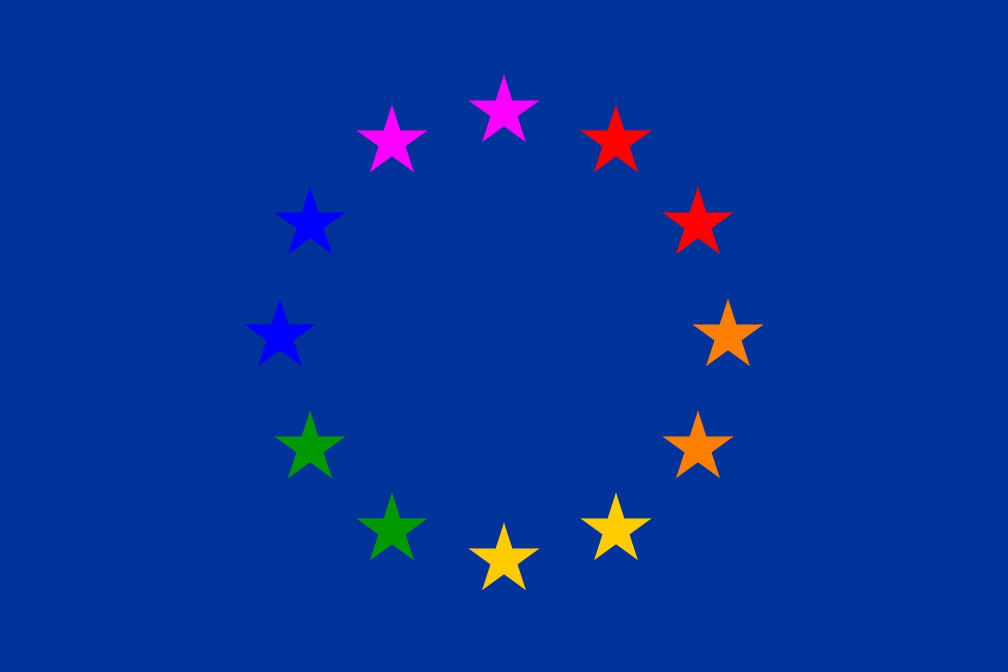
Прапор Європрайду

Європрайд – європейський міжнародний захід, який щорічно проводиться в різних містах Європи на основі концепції  гей-прайду.
Під час проведення Європрайду, зазвичай триває до двох тижнів, проходять численні спортивні та мистецькі заходи, концерти, різні клубні вечірки, дні пам'яті жертв СНІДу. Завершується Європрайд традиційним дводенним прайд-парадом.

## Історія

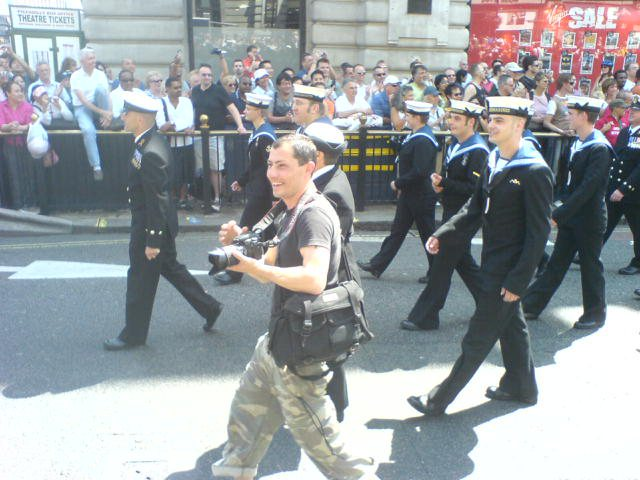
ВМФ Великої Британії на Європрайді-2006

Перший Європрайд пройшов в Лондоні в 1992 році. За різними оцінками на ньому були присутні більше 100 000 людей. У наступному році, фестиваль приймав Берлін, а через рік – Амстердам. На той час Європрайд перетворився в справжню фінансову катастрофу із загальним боргом близько 450 тисяч євро. Коли в 1996 році Європрайд приїхав в Копенгаген, він користувався величезною підтримкою мерії міста. В результаті його організаторам вдалося домогтися фінансового профіциту.
Європрайд в Парижі пройшов в 1997 році. Фестиваль мав величезну кількість спонсорів і був вкрай успішним. Його учасниками стали понад 300 000 людей. Стокгольм приймав Європрайд в 1998 році, а в 1999 році приймаючим містом знову повинен був стати Лондон. Однак фестиваль був скасований через те, що його організатори  збанкрутували.
У 2000 році замість Європрайду спробували організувати «Всесвітній прайд-парад». Захід відбувся в Римі і був добре сприйнятим  геями і лесбійками з усього світу. Спочатку, маючи серйозну підтримку з боку мерії Рима, організатори зіткнулися з серйозним тиском з боку Ватикану, який готувався до 2000-річчя  Римо-католицької церкви.
У 2001 році Європрайд відбувся у  Відні і привернув велику кількість учасників з країн  Центральної і  Східної Європи. У 2002 році в Кельні відбувся найбільший Європрайд, в якому брали участь за різними оцінками більше мільйона людей. У 2003 році Європрайд пройшов в Манчестері, в 2004 році в Гамбургу , в 2005 році – в Осло (його почесним гостем був Ієн Маккеллен).
У 2006 році в Лондоні був організований двотижневий фестиваль, кульмінацією якого став парад на Оксфорд-стріт, одній з найжвавіших вулиць міста. Вперше за всю історію Європрайду він проводився в центрі міста. У параді взяли участь мер Лондона Кен Лівінгстон, консерватор Алан Дункан, активіст Пітер Тетчелл, і перший трансгендерний депутат Європарламенту – італієць Володимир Луксурія. Після параду в трьох районах Лондона пройшли заходи: мітинг на  Трафальгарській площі, а також гуляння в Лестері і Сохо.
У 2007 році в Мадриді відбувся Європрайд, приурочений до прийняття поправок в іспанське законодавство. У ньому взяло участь понад 1,2 мільйона людей. Вперше фінансування заходу було проведено не на приватні гроші, а з коштів міста.
У 2008 році після десятирічної перерви Європрайд знову пройшов в Стокгольмі .
З 2 травня по 7 червня 2009 року в Цюриху відбувся перший місячний Європрайд, кульмінацією котрого став прайд-парад центром Цюриха .
У 2010 Європрайд пройшов у  Варшаві  та став першим ЛГБТ-заходом, що відбувся в колишній комуністичній країні. Організатори підготували різні заходи, основною метою яких було привернення уваги до проблеми легалізації  одностатевих цивільних партнерств в країні. .
У 2011 році Європрайд знову пройшов в Римі. На церемонії закриття фестивалю виступила гей-ікона Леді Гага.

## Всесвітній прайд-парад
Спеціальною комісією було вирішено, що якщо місто-кандидат на проведення Всесвітнього прайд-парад знаходиться в Європі, то парад автоматично стає Європрайдом.
Перший Всесвітній прайд-парад збігся з Європрайдом в Римі, однак другий вже проходив окремо в Єрусалимі.
У 2012 році Всесвітній прайд-парад знову проходив в Європі і був приурочений до  літніх Олімпійських ігор в Лондоні.

## Місця проведення Європрайду

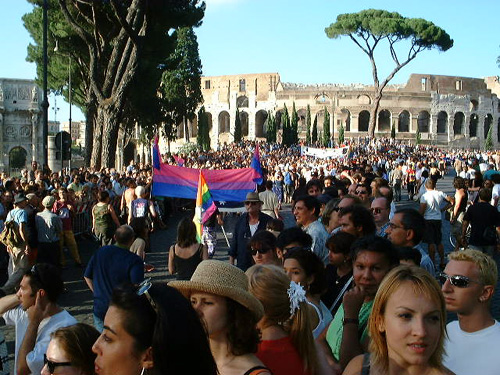
Європрайд-2000

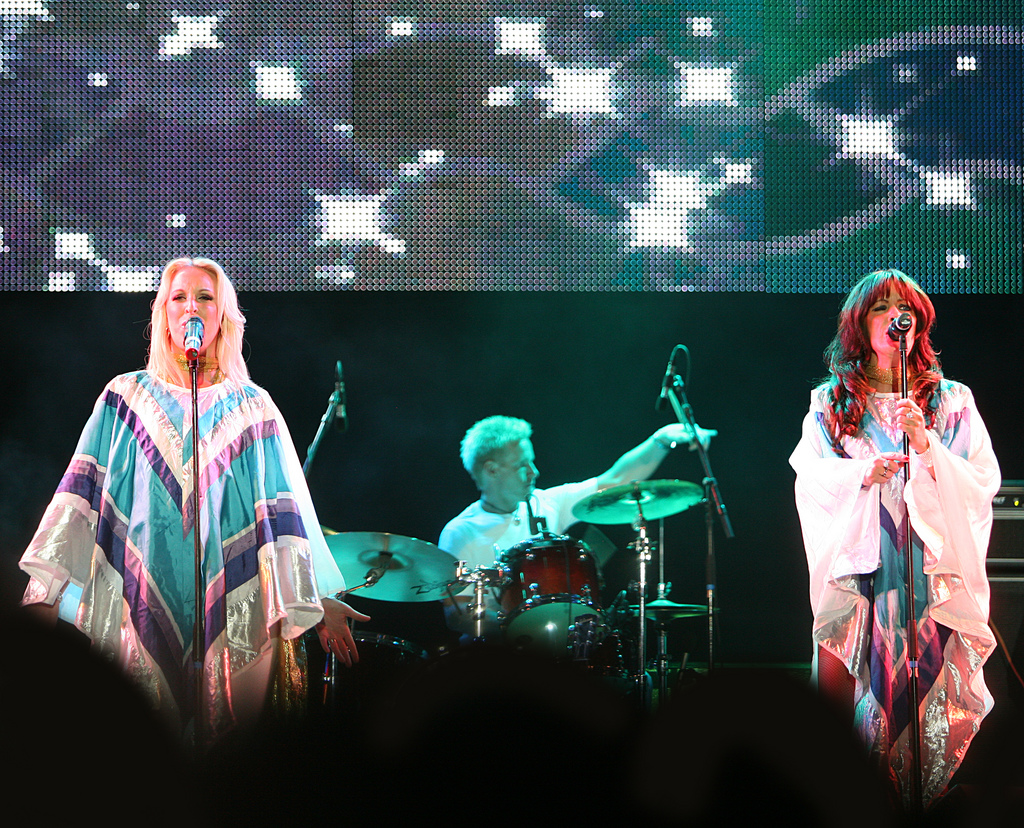
ABBA на Європрайді-2008

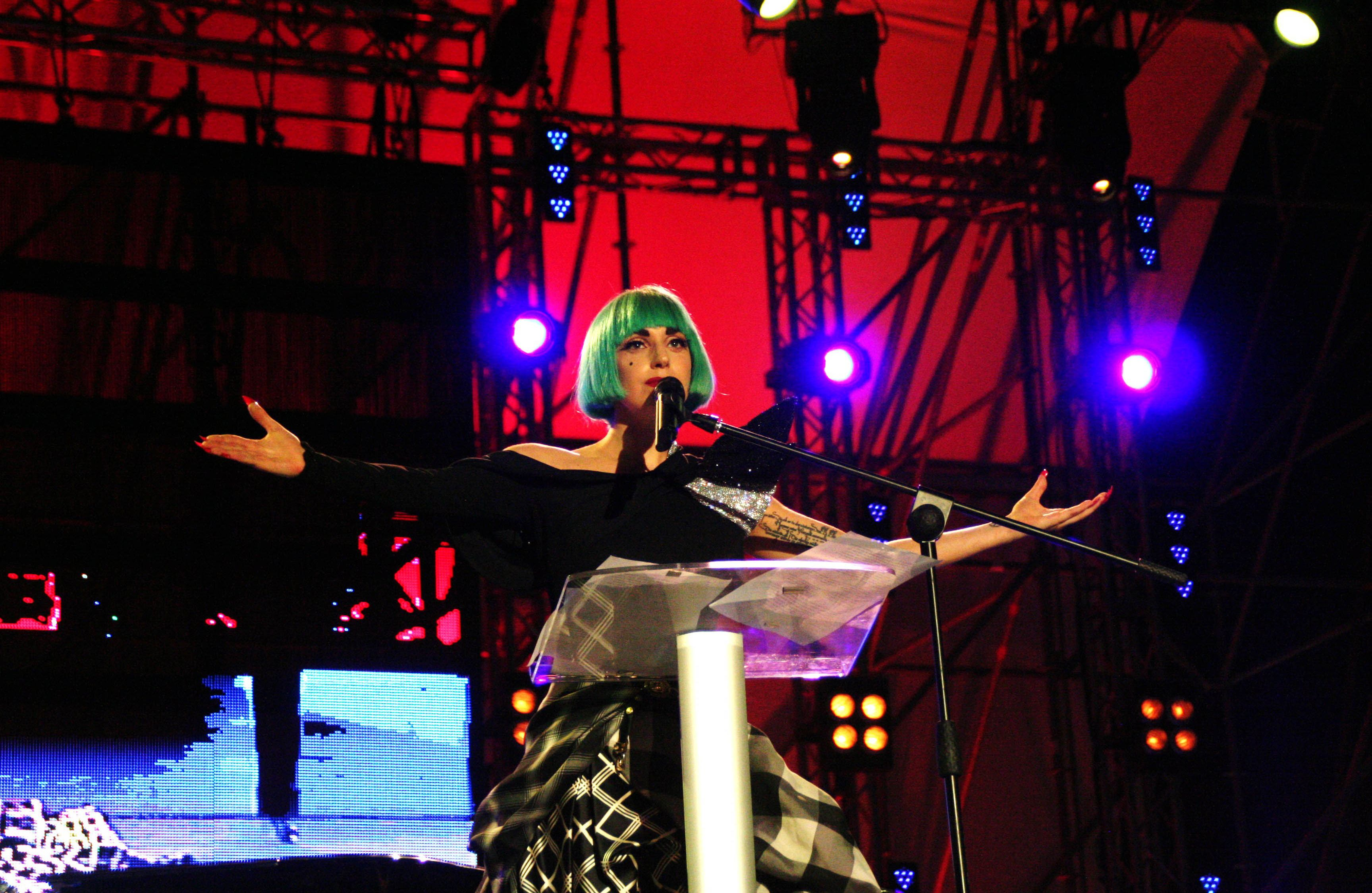
Леді Гага на Європрайді-2011

| рік  | Місце проведення      | Тема                                                         | Період проведення                     | Приблизна кількість учасників (чол.) |
| ---- | --------------------- | ------------------------------------------------------------ | ------------------------------------- | ------------------------------------ |
| 1992 | Лондон                |                                                              |                                       |                                      |
| 1993 | Берлін                |                                                              |                                       |                                      |
| 1994 | Амстердам             |                                                              |                                       | пр. 120 000                          |
| 1995 | не проводився         | не проводився                                                | не проводився                         | не проводився                        |
| 1996 | Копенгаген            |                                                              |                                       | пр. 35 000                           |
| 1997 | Париж                 |                                                              |                                       |                                      |
| 1998 | Стокгольм             |                                                              |                                       |                                      |
| 1999 | не проводився         | не проводився                                                | не проводився                         | не проводився                        |
| 2000 | Рим                   | «Ми віримо в гордість»                                       | 1 липня - 8 липня                     | пр. 500 000                          |
| 2001 | Відень                |                                                              |                                       |                                      |
| 2002 | Кельн                 | «Кельн святкує різноманітність»                              | 15 червня - 7 липня                   | пр. 1 200 000                        |
| 2003 | Манчестер             |                                                              |                                       |                                      |
| 2004 | Гамбург               |                                                              | 4 червня – 13 червня                  | пр. 500 000                          |
| 2005 | Осло                  |                                                              | 18 червня – 27 червня                 | 70 000-100 000                       |
| 2006 | Лондон                |                                                              |                                       |                                      |
| 2007 | Мадрид                | «Тепер в Європі можлива рівність»                            | 22 червня – 2 липня                   | пр. 2 500 000                        |
| 2008 | Стокгольм             | «Руйнуємо кордони по-шведськи»                               | 25 липня – 3 серпня                   | пр. 80 000                           |
| 2009 | Цюрих                 | «Сорок років гордості»                                       | 2 травня – 7 червня                   | пр. 100 000                          |
| 2010 | Варшава               | «Свобода, рівність, терпимість!»                             | 7 липня – 17 липня                    | пр. 8000-15 000                      |
| 2011 | Рим                   | «Гордися собою!»                                             | 2 червня – 12 червня                  | пр. 1 000 000                        |
| 2012 | Лондон                |                                                              | 23 червня – 8 липня                   |                                      |
| 2013 | Марсель               |                                                              | 10 липня – 20 липня                   |                                      |
| 2014 | Осло                  |                                                              | 20 червня – 29 червня                 |                                      |
| 2015 | Рига                  | «Будь зміною, твори історію!»                                | 15 червня – 21 червня                 | пр. 5,000                            |
| 2016 | Амстердам             | «Приєднуйся до нашої свободи, приєднуйся до нас!»            | 26 липня – 7 серпня                   | пр. 560 000                          |
| 2017 | Мадрид                | «За права ЛГБТІ по всьому світу»                             | 23 червня – 2 липня                   | пр. 3 000 000                        |
| 2018 | Стокгольм та Гетеборг | «Два міста, один фестиваль – за об’єднану Європу»            | 27 липня – 19 серпня                  | пр. 60 000                           |
| 2019 | Відень                | Бачення прайду                                               | 1 червня – 16 червня                  | пр. 500 000                          |
| 2020 | Салоніки              | «Ласкаво просимо в майбутнє, до якого кожен може доєднатися» | не проводився через пандемію COVID-19 |                                      |
| 2021 | Копенгаген            | «Ти - частина»                                               | 12 серпня – 22 серпня                 |                                      |
| 2022 | Белград               |                                                              | 12 вересня – 18 вересня               |                                      |
| 2023 | Валлетта              | «Рівність від серця»                                         | 7 вересня – 17 вересня                |                                      |
| 2024 | Салоніки              |                                                              |                                       |                                      |